# Nicolas Pinson (1635-1681)
Pour les articles homonymes, voir Pinson (homonymie).
Nicolas Pinson, né à Valence  (France) en 1635 et mort à Rome le 12 mars 1681, est un peintre, dessinateur et graveur français.

## Biographie
Nicolas Pinson né à Valence en 1635 est le fils de Jean Pinson maître sculpteur, sans doute sculpteur sur bois. Sa vocation de peintre naît dans son milieu familial où il acquiert de son père les premiers rudiments. il quitte très jeune le foyer familial car il arrive en 1653 à Rome où il fera l'essentiel de sa carrière. Ses maîtres romains sont les académiciens de Saint Luc. Il a pour condisciples de nombreux français dont le provençal Gilles Garcin et des italiens dont Pietro Lucatelli et Ludovico Gimignani. Il se lie avec des marchands de tableaux dont Paolo Plincene et l'arlésien Jean-louis Pilleporte ce qui lui procure une certaine réussite financière.
Le 17 février 1658 il se marie avec une italienne, Laura Saludina (5-04-1622/17-11-1704) fille d'un fabricant de chapelet ; le couple n'aura pas d'enfant. Il obtient en 1663 le troisième prix au concours de l'Accademia di San Luca, et le premier prix en mai 1664. Alors qu'il est au sommet de sa carrière, Nicolas Pinson se rend en 1668 à Aix-en-Provence. Son intention de revenir  à Rome est certaine car il y laisse sa femme et son frère René-Charles auquel il signe une procuration pour régler ses affaires financières. Le peintre d'Aix-en-Provence Jean Daret est mort le 2 octobre de cette même année 1668 sans avoir pu honorer l'engagement pris en 1666 de décorer la Grande Chambre du Parlement au palais comtal. Nicolas Pinson réalisera une partie de cette commande dont trois tableaux se trouvent dans l'Église Saint-Jean-de-Malte d'Aix-en-Provence.
En 1675 Nicolas Pinson retourne à Rome où il  peint un tableau pour une chapelle de l'église Saint-Louis-des-Français. Il revient à Aix-en-Provence où il travaille avec Niccolò Codazzi avant de revenir à Rome. Il meurt peu après le 12 mars 1681.

## Œuvres dans les collections publiques
En France

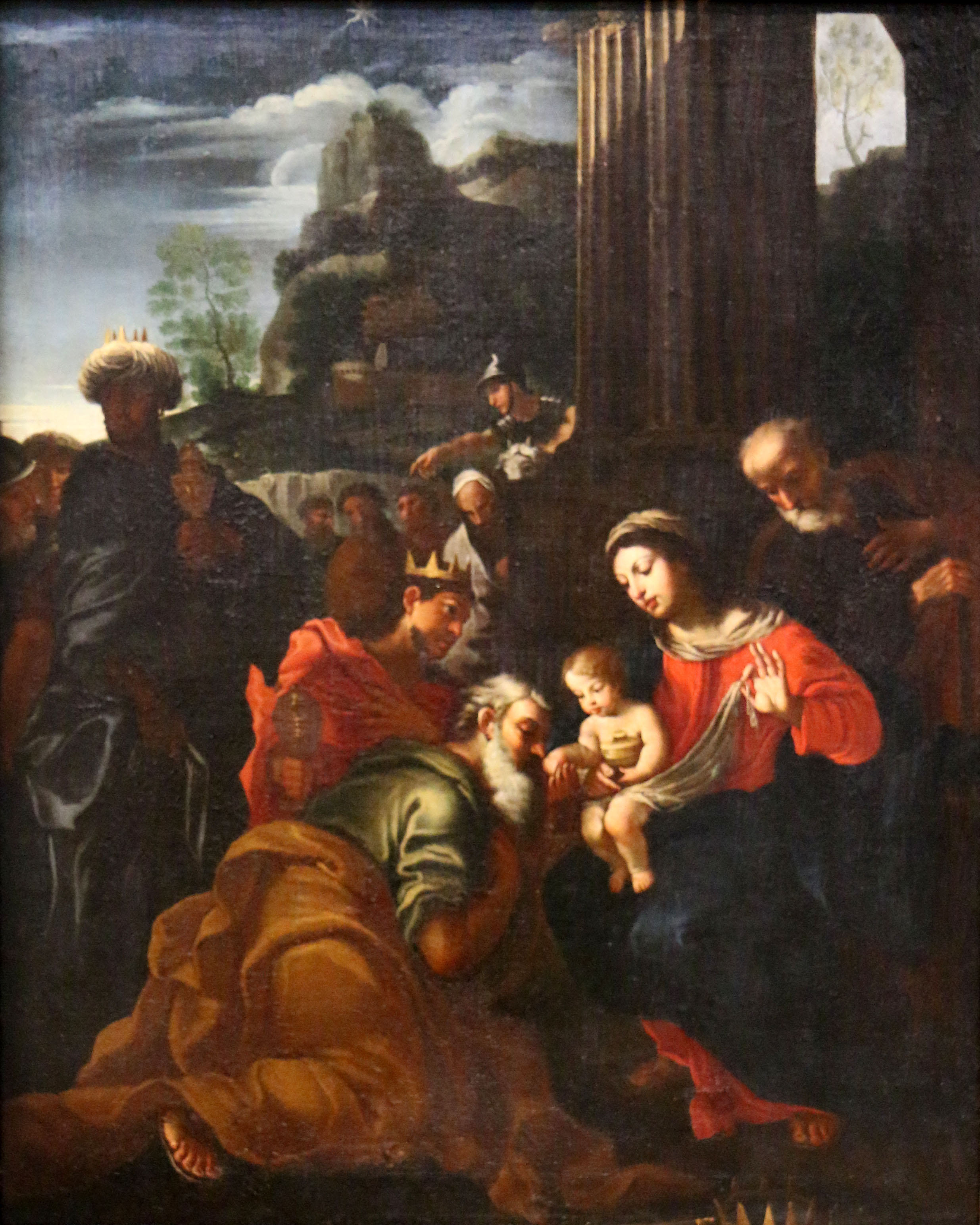
L'Adoration des mages, musée des Beaux-Arts de Marseille

- Aix-en-Provence, église Saint-Jean-de-Malte : trois tableaux provenant de la grande chambre du parlement de Provence de l'ancien palais des comtes de Provence à savoir[8] :
  - Le Jugement de Salomon : le roi Salomon , assis sur son trône, ordonne à un soldat de pourfendre un enfant que deux femmes prétendent être le sien. La vraie mère se désignera en arrêtant le geste du soldat[9].
  - Le Christ en croix entre la Vierge et saint Jean[10].
  - Jésus et la femme adultère : Jésus, agenouillé de profil, écrit sur le sol tandis qu'un scribe et un pharisien lui amènent une femme surprise en flagrant délit d'adultère et lui demandent s'il faut la lapider[11]..
- Avignon, musée Calvet : Repos de la sainte famille
- Marseille, musée des Beaux-Arts de Marseille : L'Adoration des mages

À Rome
- Academia Nazionale di San Luca (Académie Nationale de Saint-Luc). Deux dessins non exposés (Titres français de l’auteur) : Les bergers découvrent la louve qui allaitait Romulus et Rémus (résumé en Historia di Romolo e Remolo - sic), 1663, troisième prix (Michel Geneviève : p. 139 et fig. 1) et Le sacrifice de Numa Pompilius (Historia d'un sacrificio - sic), 1664, premier prix (Michel Geneviève : p. 139 et fig. 2). Numa Pompilius est le deuxième roi légendaire de Rome, après Romulus, de 715 à 673 av. J.-C, selon la chronologie de Fabius Pictor.

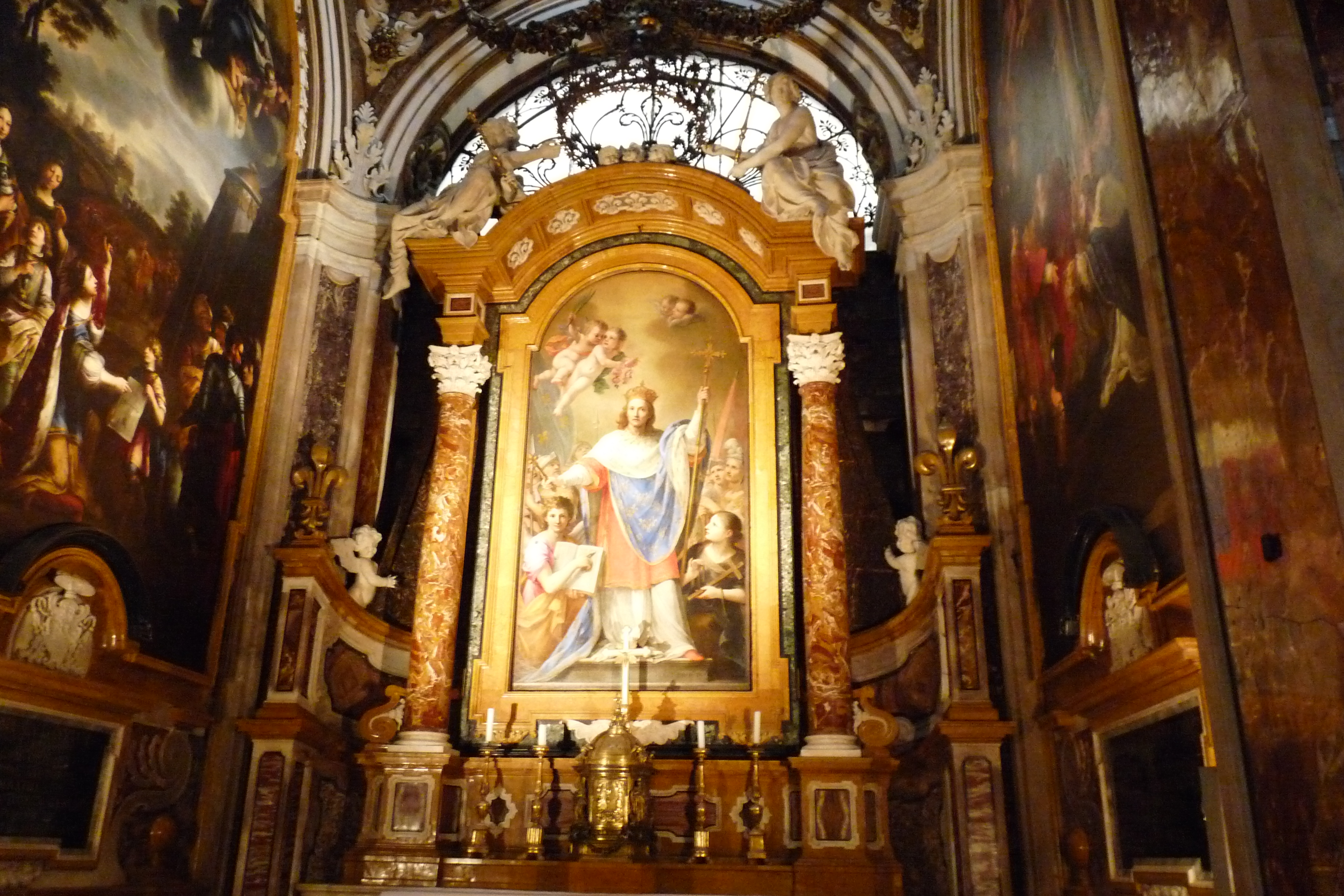
Vue partielle à gauche du tableau de Pinson dans l'église Saint-Louis-des-Français de Rome

- Église Saint-Louis-des-Français : En 1672, l'abbé Elpidio Benedetti décide de financer la décoration de l'une des chapelles latérales de cette église et en confie la réalisation à une femme architecte, Plautilla Bricci qui peint également le retable représentant le roi saint Louis. Les parois latérales de cette chapelle sont chacune décorées d'un tableau signé et daté de 1680[12].
  - À droite un tableau signé Ludovico Gimignani représente saint Louis remettant la couronne d'épine à l'archevêque de Paris.
  - À gauche un tableau signé Nicolas Pinson représente un sujet singulier élaboré par le donateur. D'après Geneviève Michel ce tableau représenterait non pas Catherine de Médicis, mais Anne d'Autriche présentant à saint Louis le projet de la façade de l'église Saint-Louis-des-Français de Madrid[13]. Ce tableau est le seul témoignage en Italie de l'œuvre picturale de Nicolas Pinson[6].